# 燕舞站
燕舞站是位于内蒙古自治区兴安盟科尔沁右翼中旗巴彦高的一个铁路车站，邮政编码029427。车站建于1981年，有通霍铁路经过该站，现不办理客货运业务，车站及上下行区间均已电气化。车站距离通辽站344公里，隶属沈阳铁路局，是五等站。